# Fred Haines
Fred Haines (ur. 27 lutego 1936 w Los Angeles, zm. 4 maja 2008 Venice) – amerykański scenarzysta.